# غشائية بردية مستحيلة للأرجواني
غشائية بردية مستحيلة للأرجواني (الاسم العلمي: Hymenobacter gelipurpurascens) هي نوع من البكتيريا، سلبية الغرام، تتبع جنس غشائية.